# Ковальчук Кирило Сергійович
Кири́ло Сергі́йович Ковальчу́к (нар. 11 червня 1986, Біляївка, Одеська область, Українська РСР, СРСР) — український футболіст, півзахисник. Найбільше відомий завдяки виступам у складі одеського «Чорноморця», казахського «Ордабаси» та збірної України.
Молодший брат іншого відомого футболіста — Сергія Ковальчука. Також відомий виступами у складі таких футбольних клубів, як молдовський «Зімбру» з міста Кишинів та російський «Том» з міста Томськ. За час своєї професійної кар'єри у складі цих команд він став володарем кубку Молдови у сезоні 2006–2007 років, срібним призером чемпіонату Молдови у сезоні 2006–2007 років, півфіналістом і фіналістом кубку України у розіграшах 2013–2014 та 2012–2013 років відповідно. Також у 2008 році Кирило став найкращим гравцем футбольного клубу «Зімбру». Окрім того, Ковальчук став рекордсменом одеського «Чорноморця» разом із Олександром Зотовим та Олексієм Гаєм за найбільшою кількістю матчів в єврокубках серед півзахисників. У складі «Ордабаси» став бронзовим призером чемпіонату Казахстану.

## Життєпис

### Перші роки
Кирило Ковальчук народився 11 червня 1986 року в українському місті Біляївка, однойменного району, Одеської області. Старший брат Кирила, Сергій, у 2002 році перейшов в український футбольний клуб «Карпати» з міста Львова, куди Кирило поїхав разом із братом. Там Ковальчук-молодший закінчив Львівське державне училище фізичної культури. Разом із тим Кирило виступав за юнацький склад «Карпат», з яким вийшов до фінальної частину чемпіонату України свого віку. Якраз після успішного виступу команди молодого футболіста було запрошено відомим українським тренером, Євгеном Кучеревським, до дублюючої команди дніпропетровського «Дніпра». На той час у складі «дніпрян» серед юнаків також грали: Євген Коноплянка, Олексій Антонов, Дмитро Льопа, а також брати Максим та Павло Пашаєви. У складі «Дніпра-2» Кирило провів 22 матчі.

### Клубна кар'єра

#### «Зімбру»
Навесні 2007 року футболіст підписав чотирирічний контракт з кишинівським «Зімбру», де за три сезони зіграв 40 матчів та забив 7 голів. У сезоні 2006–2007 разом із молдовською командою став срібним призером чемпіонату Молдови та володарем Кубку Молдови, що дало змогу в наступному сезоні 2007–2008 зіграти в Кубку УЄФА, де Кирило провів два матчі та забив один м'яч. Окрім того 2008 року 2,5 місяці знаходився в оренді у сімферопольській «Таврії», де відіграв лише 3 офіційних матчі та стільки ж матчів за дубль. Головний тренер «грифонів» Михайло Фоменко, бажав бачити Кирила у складі своєї команди, однак молдовський та український клуби не змогли домовитися, щодо грошового питання трансферу. Того ж року за опитуванням вболівальниками на офіційному сайті молдовського клубу Кирило став найкращим гравцем «Зімбру» 2008 року, набравши 181 очко. Виступаючи за молдовську команду, Ковальчук неодноразово отримував запрошення у національну збірну Молдови, як і його брат, Сергій. Однак Кирило жодного разу не погодився.

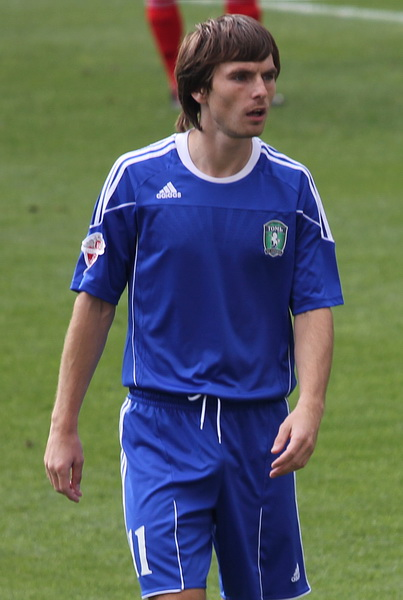
Ковальчук під час виступів за російський «Том»

#### «Том»
2009 року Ковальчук підписав трирічний контракт з російським клубом «Том», який обійшовся сибірякам у 360 тисяч євро. Перехід Кирила до складу «сибіряків» вважався потенційним підсиленням команди і футболіст, справді, перші півроку провів у клубі «сидячи на лавці» і виступаючи, здебільшого за дублюючу команду клубу. У російській команді Кирило провів три сезони, зігравши 37 офіційних матчі та забивши 4 голи.

#### «Чорноморець»
2011 року Ковальчука було віддано в оренду із правом викупу українському клубу «Чорноморець». Дебютував Кирило у складі «моряків» 14 серпня 2011 року в матчі проти маріупольського «Іллічівця». У першому сезоні молодий півзахисник зіграв 22 матчі у національному чемпіонаті, де забив 1 м'яч, та три у розіграші кубку. По закінченні того ж сезону, 8 лютого 2012 року, «Чорноморець» підписав контракт з футболістом на три з половиною роки до 30 червня 2015 року. Таким чином, наступного сезону Кирило став повноправним членом команди, з якою вийшов до фіналу Кубку України, що дало змогу «Чорноморцю» поборотися за Суперкубок та зіграти у Лізі Європи наступного сезону. 23 листопада 2013 року Кирило забив свій другий гол у складі клубу у матчі проти полтавської «Ворскли», що дало змогу команді здобути необхідні три очки. Своєю роботою Кирило задовольнив вимоги клубу, тому ще до кінця 2013 року «Чорноморець» почав перемовини із гравцем, щодо продовження контракту. Вже наступної зими у ЗМІ з'явилися чутки, що Кирилом цікавляться різні клуби. Зокрема, харківський «Металіст», а також два російські клуби — «Волга» та «Том», де футболіст грав раніше. Однак на початку 2014 року, 4 січня, футболіст підписав новий контракт з «моряками», розрахований ще на три з половиною роки. Багато хто відзначив новий рівень професіоналізму, на який вийшов Ковальчук, зокрема сайт «tribuna.com» додав футболіста до символічної збірної першої половини сезону 2013–2014 років.

#### Статистика виступів
| Клуб | Ліга              | Сезон             | Чемпіонат | Чемпіонат | Чемпіонат | Кубок | Кубок | Кубок | Єврокубки | Єврокубки | Єврокубки | Інші змагання | Інші змагання | Інші змагання | Інші змагання | Всього | Всього | Всього |
| Клуб | Ліга              | Сезон             | Ігри      | Голи      | ГП        | Ігри  | Голи  | ГП    | Ігри      | Голи      | ГП        | Назва         | Ігри          | Голи          | ГП            | Ігри   | Голи   | ГП     |
| --- | ----------------- | ----------------- | --------- | --------- | --------- | ----- | ----- | ----- | --------- | --------- | --------- | ------------- | ------------- | ------------- | ------------- | ------ | ------ | ------ |
| «Чорноморець» О | ПЛ                | 14-15             | 11        | 0         | 0         | 3     | 0     | 0     | 2         | 0         | 0         | —             | —             | —             | —             | 16     | 0      | 0      |
| «Чорноморець» О | ПЛ                | 13-14             | 29        | 1         | 1         | 2     | 0     | 0     | 13        | 0         | 0         | СУ            | 1             | 0             | 0             | 45     | 1      | 1      |
| «Чорноморець» О | ПЛ                | 12-13             | 25        | 0         | 1         | 5     | 0     | 0     | —         | —         | —         | —             | —             | —             | —             | 30     | 0      | 1      |
| «Чорноморець» О | ПЛ                | 11-12             | 22        | 1         | 1         | 3     | 0     | 0     | —         | —         | —         | —             | —             | —             | —             | 25     | 1      | 1      |
| «Чорноморець» О | Всього            | Всього            | 87        | 2         | 3         | 13    | 0     | 0     | 15        | 0         | 0         |               | 1             | 0             | 0             | 116    | 2      | 3      |
| «Том» | ПЛ                | 11-12             | 14        | 0         | 0         | 1     | 1     | 0     | —         | —         | —         | —             | —             | —             | —             | 15     | 1      | 0      |
| «Том» | ПЛ                | 2010              | 13        | 2         | 0         | 1     | 0     | 0     | —         | —         | —         | —             | —             | —             | —             | 14     | 2      | 0      |
| «Том» | ПЛ                | 2009              | 8         | 1         | 0         | 1     | 0     | 0     | —         | —         | —         | —             | —             | —             | —             | 8      | 1      | 0      |
| «Том» | Всього            | Всього            | 35        | 3         | 0         | 2     | 1     | 0     | —         | —         | —         |               | —             | —             | —             | 37     | 4      | 0      |
| «Таврія» С | ПЛ                | 07-08             | 3         | 0         | 0         | 0     | 0     | 0     | —         | —         | —         | ПД            | 3             | 0             | ?             | 6      | 0      | ?      |
| «Таврія» С | Всього            | Всього            | 3         | 0         | 0         | 0     | 0     | 0     | —         | —         | —         |               | 3             | 0             | ?             | 6      | 0      | ?      |
| «Зімбру» | НД                | 08-09             | 17        | 3         | ?         | ?     | ?     | ?     | 0         | 0         | 0         | —             | —             | —             | —             | 17     | 3      | ?      |
| «Зімбру» | НД                | 07-08             | 14        | 1         | ?         | ?     | ?     | ?     | 2         | 1         | ?         | СМ            | ?             | 0             | 0             | 16     | 2      | ?      |
| «Зімбру» | НД                | 06-07             | 9         | 3         | ?         | ?     | ?     | ?     | 0         | 0         | 0         | —             | —             | —             | —             | 9      | 3      | ?      |
| «Зімбру» | Всього            | Всього            | 40        | 7         | ?         | ?     | ?     | ?     | 2         | 1         | ?         |               | ?             | 0             | 0             | 42     | 7      | ?      |
| «Дніпро» Д | ПЛ                | 05-06             | 0         | 0         | 0         | 0     | 0     | 0     | 0         | 0         | 0         | ПД            | 21            | 0             | ?             | 21     | 0      | ?      |
| «Дніпро» Д | ПЛ                | 04-05             | 0         | 0         | 0         | 0     | 0     | 0     | 0         | 0         | 0         | ПД            | 13            | 1             | ?             | 13     | 1      | ?      |
| «Дніпро» Д | Всього            | Всього            | 0         | 0         | 0         | 0     | 0     | 0     | 0         | 0         | 0         |               | 34            | 1             | ?             | 34     | 1      | ?      |
| «Дніпро-2» | 2Л                | 03-04             | 22        | 0         | ?         | 0     | 0     | 0     | —         | —         | —         | —             | —             | —             | —             | 22     | 0      | ?      |
| «Дніпро-2» | Всього            | Всього            | 22        | 0         | ?         | 0     | 0     | 0     | —         | —         | —         |               | —             | —             | —             | 22     | 0      | ?      |
| Всього за кар'єру | Всього за кар'єру | Всього за кар'єру | 189       | 12        | 3         | 15    | 1     | ?     | 17        | 1         | ?         |               | 38            | 1             | ?             | 258    | 15     | 3      |
| 2Л — друга ліга; ВЛ — вища ліга; ПД — першість дублерів; НД — національний дивізіон; СМ — Суперкубок Молдови; ПЛ — Прем'єр-ліга; СУ — Суперкубок України. |                   |                   |           |           |           |       |       |       |           |           |           |               |               |               |               |        |        |        |
| Останнє оновлення 19 листопада 2014. |                   |                   |           |           |           |       |       |       |           |           |           |               |               |               |               |        |        |        |

### Збірна

#### Матчі
| 01. | 03.09.2014 | НСК «Олімпійський», Київ   | Україна — Молдова    | 1-0 | Товариський матч         | 27' |  |  |  |
| 02. | 08.09.2014 | НСК «Олімпійський», Київ   | Україна — Словаччина | 0-1 | Відбірковий матч ЧЄ-2016 | 66' |  |  |  |
| 03. | 15.11.2014 | «Жозі Бартель», Люксембург | Люксембург — Україна | 0-3 | Відбірковий матч ЧЄ-2016 | 85' |  |  |  |
| 04. | 18.11.2014 | НСК «Олімпійський», Київ   | Україна — Литва      | 0-0 | Товариський матч         | 46' |  |  |  |

## Титули, рекорди та досягнення

### Командні

#### Україна
«Чорноморець» Одеса:
- Фіналіст Кубка України: 2012–2013.
- Півфіналіст Кубка України: 2013–2014.

#### Молдова
- Володар кубка Молдови: 2006–2007.
- Срібний призер чемпіонату Молдови: 2006–2007.

### Індивідуальні
- Найкращий гравець року клубу «Зімбру»: 2008.

### Рекорди
«Чорноморець» Одеса:
- Найбільша кількість матчів в єврокубках серед півзахисників (15 матчів)[14]